# SN 2005jd
SN 2005jd – supernowa typu Ia odkryta 23 października 2005 roku w galaktyce A021706+0032. W momencie odkrycia miała maksymalną jasność 22,00m.